# 阿佐奇
阿佐奇(梵文：Ajogi)，印度大乘密宗人士，八十四成就者之一。

## 簡介
阿佐奇的意思是「懶人」。他本是薩利鋪札城的富家子，身材非常臃腫，日常行住坐臥都躺著，父母嫌棄他無用：就把他抬到了屍陀林。這時一名瑜珈士憐憫他，便將乞食而來的食物分予他食。但是阿佐奇卻連起身都不願意，自言無能。瑜珈士便傳予他佛法以便躺著時可以觀修。阿佐奇精進修行，九年後證得大手印，廣行利益眾生之後，便前往空行淨土。